# Шедієво (заказник)
Шеді́єво (або Шедіївський) — гідрологічний заказник місцевого значення в Україні. Розташований у межах Новосанжарського району Полтавської області, біля села Шедієве, на заплаві річки Оріль.
Площа заказника 273 га. Статус надано згідно з рішенням облвиконкому № 74 від 17.04.1992 року. Перебуває у віданні Шедіївської сільської ради.
Статус присвоєно для збереження місць гніздування журавля сірого, лебедя-шипуна.

## Галерея

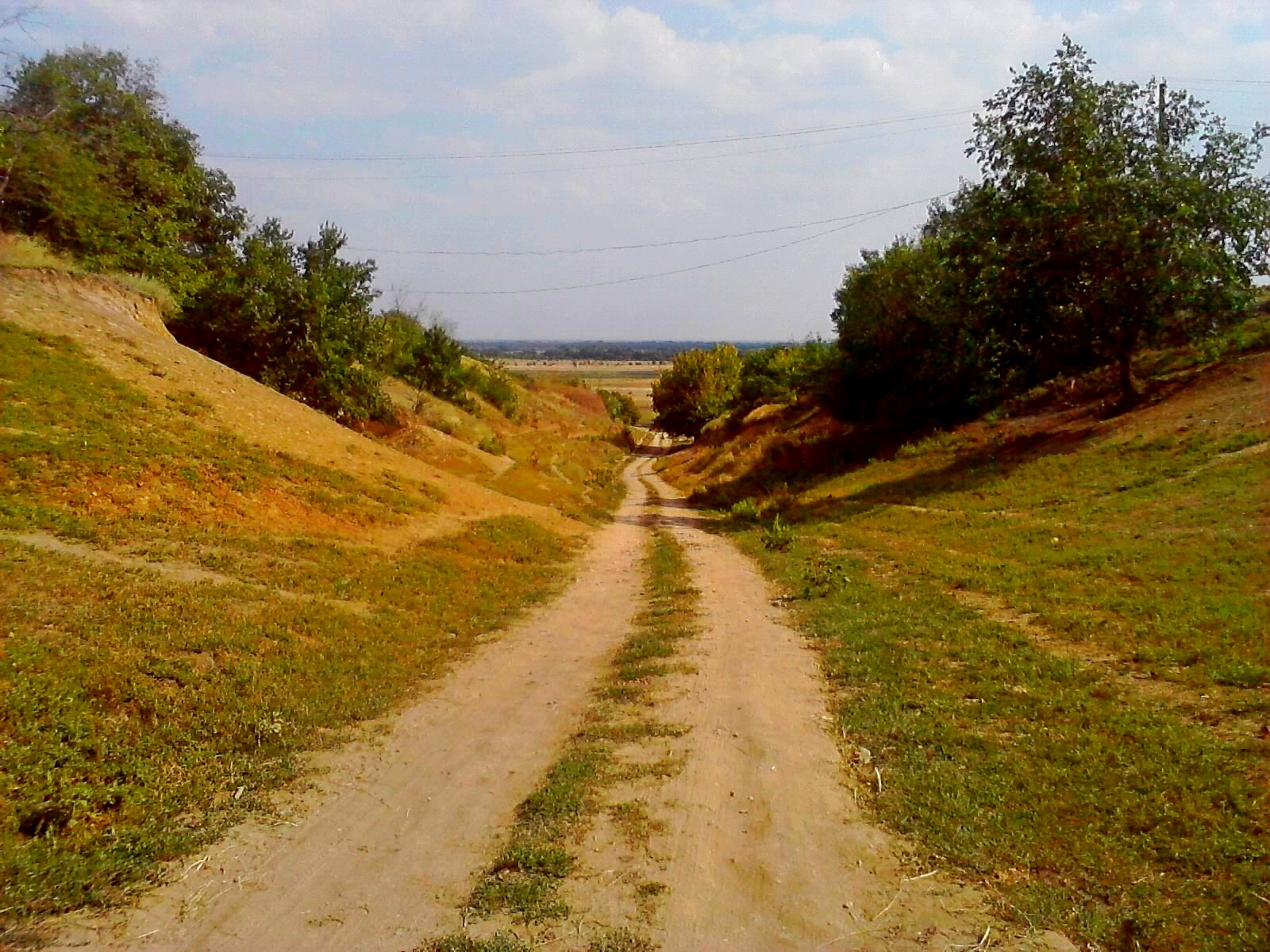
Шлях до лиману
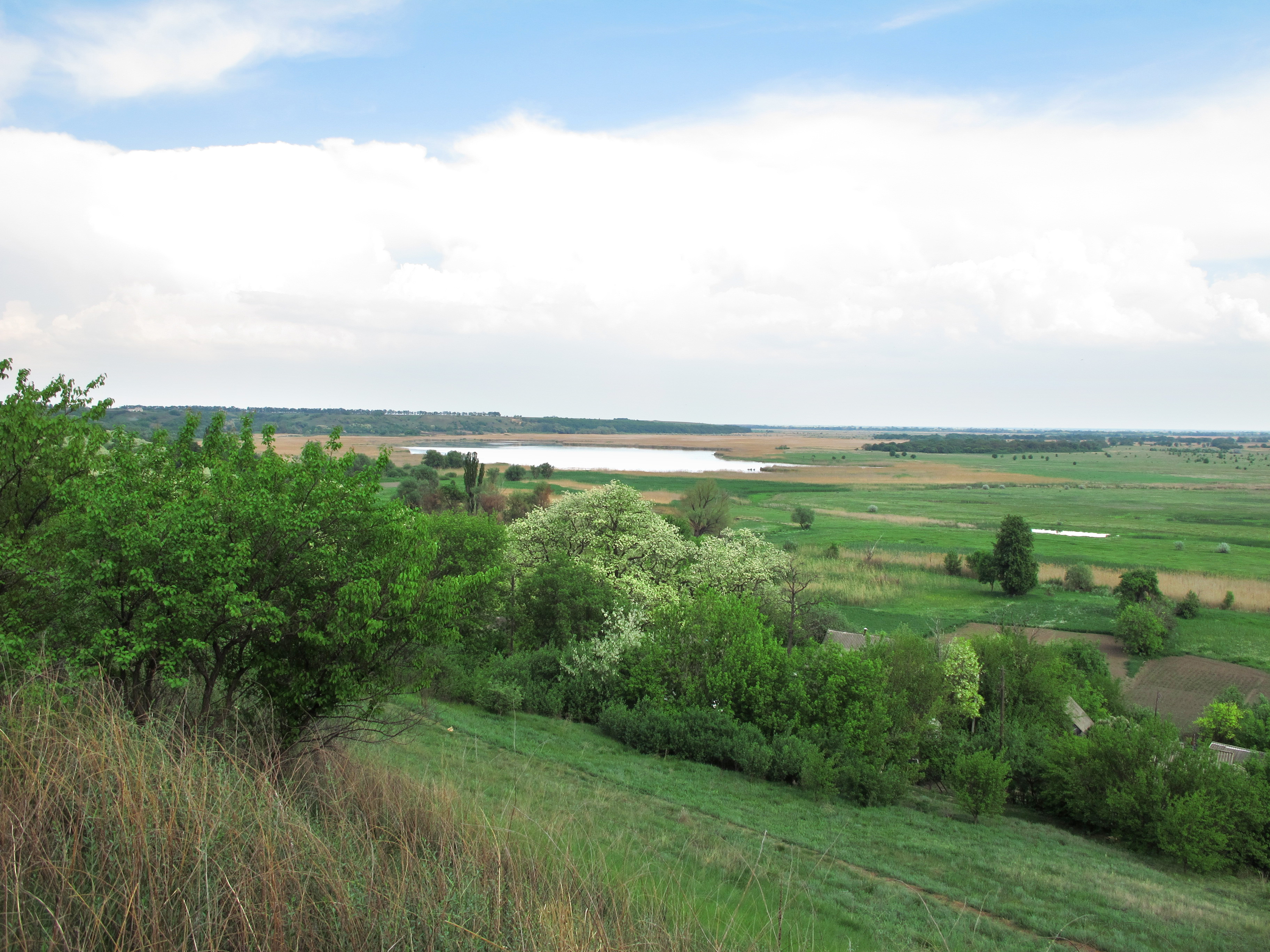
Вид на озеро Лиман з села Шедієве